# Esbart Santa Eulàlia
L'Esbart Santa Eulàlia va néixer a la parròquia del Carme del barri del Raval l'any 1952. Pocs anys després es va fusionar amb l'Esbart Sant Pau, de la parròquia de Sant Pau del Camp. L'entitat resultant, que mantingué el nom d'Esbart Santa Eulàlia, es dedica a la representació de coreografies tradicionals recuperades i també a balls de nova creació.
Un incendi a la parròquia del Carme va cremar el vestuari de l'esbart i una gran part del material que s'hi guardava. De resultes d'aquest fet, l'esbart es va dissoldre a principi dels anys 1970. Fins a l'any 1991, l'Esbart Santa Eulàlia no va reprendre l'activitat, amb una nova fornada de parelles de dansaires. En la nova etapa, es van començar a aplicar criteris i conceptes nous per recuperar danses i costums de les tradicions de Barcelona i del barri del Raval. És el moment en què es van recuperar les festes del Carme i també el «Ball de Santa Eulàlia», una coreografia creada a partir d'una partitura recollida pel folklorista Joan Amades al Costumari català. El «Ball de Santa Eulàlia» representa alguns dels martiris de què fou víctima la santa mitjançant figures plàstiques, a semblança de les moixigangues que figuren la passió de Crist.
Aquesta obra, dedicada a la patrona de la ciutat, es representa per les festes de Santa Eulàlia –incloses en el protocol de la ciutat– i també en algunes altres representacions a casals o entitats de la ciutat.
L'Esbart Santa Eulàlia va ser l'origen de la colla de Bastoners del Raval, de manera que totes dues seccions comparteixen els membres. Alhora, forma part de l'Associació Institut Promoció de la Cultura Catalana.